# Campeonato Japonês de Patinação Artística no Gelo de 2014–15
O Campeonato Japonês de Patinação Artística no Gelo de 2014–15 foi a octogésima terceira edição do Campeonato Japonês de Patinação Artística no Gelo, um evento anual de patinação artística no gelo onde os patinadores artísticos competem pelo título de campeão japonês.  A competição foi disputada entre os dias 26 de dezembro e 28 de dezembro de 2014, na cidade de Nagano.

## Eventos
- Individual masculino
- Individual feminino
- Duplas
- Dança no gelo

## Medalhistas
| Evento                        | Ouro                            | Prata                           | Bronze                         |
| Sênior                        |                                 |                                 |                                |
| Individual masculino detalhes | Yuzuru Hanyu                    | Shoma Uno                       | Takahiko Kozuka                |
| Individual feminino detalhes  | Satoko Miyahara                 | Rika Hongo                      | Wakaba Higuchi                 |
| Duplas detalhes               | Narumi Takahashi Ryuichi Kihara | nenhum outro competidor         | nenhum outro competidor        |
| Dança no gelo detalhes        | Cathy Reed Chris Reed           | Emi Hirai Marien De La Asuncion | Kana Muramoto Hiroichi Noguchi |
| Júnior                        |                                 |                                 |                                |
| Individual masculino detalhes | Shoma Uno                       | Sota Yamamoto                   | Shu Nakamura                   |
| Individual feminino detalhes  | Wakaba Higuchi                  | Kaori Sakamoto                  | Yuka Nagai                     |
| Duplas detalhes               | Ami Koga Francis Boudreau-Audet | nenhum outro competidor         | nenhum outro competidor        |
| Dança no gelo detalhes        | Rikako Fukase Aru Tateno        | Ayumi Takanami Daiki Shimazaki  | nenhum outro competidor        |

## Resultados

### Sênior

#### Individual masculino
| Pos.                                                  | Nome               | Pontos | PC         | PL          |
| ----------------------------------------------------- | ------------------ | ------ | ---------- | ----------- |
| Medalha de ouro                                       | Yuzuru Hanyu       | 286.86 | 94.36 (1)  | 192.50 (1)  |
| Medalha de prata                                      | Shoma Uno          | 251.28 | 85.53 (3)  | 165.75 (3)  |
| Medalha de bronze                                     | Takahiko Kozuka    | 245.68 | 72.39 (6)  | 173.29 (2)  |
| 4                                                     | Tatsuki Machida    | 242.61 | 90.16 (2)  | 152.45 (5)  |
| 5                                                     | Takahito Mura      | 236.40 | 78.54 (5)  | 157.86 (4)  |
| 6                                                     | Sota Yamamoto      | 206.80 | 67.19 (7)  | 139.61 (6)  |
| 7                                                     | Daisuke Murakami   | 202.08 | 81.26 (4)  | 120.82 (8)  |
| 8                                                     | Keiji Tanaka       | 187.43 | 62.83 (9)  | 124.60 (7)  |
| 9                                                     | Ryuju Hino         | 181.33 | 61.23 (10) | 120.10 (9)  |
| 10                                                    | Hiroaki Sato       | 174.42 | 66.21 (8)  | 108.21 (14) |
| 11                                                    | Daichi Miyata      | 172.79 | 57.32 (12) | 115.47 (10) |
| 12                                                    | Shu Nakamura       | 170.01 | 60.07 (11) | 109.94 (13) |
| 13                                                    | Yoji Tsuboi        | 167.10 | 55.26 (15) | 111.84 (12) |
| 14                                                    | Jun Suzuki         | 166.17 | 54.34 (17) | 111.83 (11) |
| 15                                                    | Masato Kimura      | 162.33 | 55.34 (14) | 106.99 (15) |
| 16                                                    | Kohei Yoshino      | 158.60 | 52.88 (18) | 105.72 (16) |
| 17                                                    | Daisuke Isozaki    | 158.05 | 56.04 (13) | 102.01 (17) |
| 18                                                    | Kazuki Tomono      | 151.35 | 51.38 (20) | 99.97 (18)  |
| 19                                                    | Ryoichi Yuasa      | 151.19 | 52.08 (19) | 99.11 (19)  |
| 20                                                    | Kosuke Nozoe       | 150.00 | 51.26 (21) | 98.74 (21)  |
| 21                                                    | Eiki Hattori       | 149.32 | 50.53 (22) | 98.79 (20)  |
| 22                                                    | Yuta Onuma         | 147.98 | 54.32 (16) | 93.66 (22)  |
| 23                                                    | Satoshi Nakamura   | 128.40 | 48.21 (24) | 80.19 (23)  |
| 24                                                    | Keiichiro Sasahara | 123.89 | 49.00 (23) | 74.89 (24)  |
| Não avançaram para a patinação livre / programa longo |                    |        |            |             |
| 25                                                    | Takaya Hashizume   | —      | 46.99 (25) |             |
| 26                                                    | Ryota Katada       | —      | 46.71 (26) |             |
| 27                                                    | Takumi Yamamoto    | —      | 46.08 (27) |             |
| 28                                                    | Jo Matsumura       | —      | 46.00 (28) |             |
| 29                                                    | Rintaro Furuya     | —      | 39.05 (29) |             |
| 30                                                    | Hidetsugu Kamata   | —      | 37.85 (30) |             |

#### Individual feminino
| Pos.                                                  | Nome            | Pontos | PC         | PL          |
| ----------------------------------------------------- | --------------- | ------ | ---------- | ----------- |
| Medalha de ouro                                       | Satoko Miyahara | 195.60 | 64.48 (2)  | 131.12 (1)  |
| Medalha de prata                                      | Rika Hongo      | 188.63 | 66.70 (1)  | 121.93 (2)  |
| Medalha de bronze                                     | Wakaba Higuchi  | 181.82 | 64.35 (3)  | 116.85 (3)  |
| 4                                                     | Yuka Nagai      | 168.55 | 58.00 (6)  | 110.55 (5)  |
| 5                                                     | Kanako Murakami | 168.29 | 57.55 (9)  | 110.74 (4)  |
| 6                                                     | Kaori Sakamoto  | 167.46 | 57.81 (7)  | 109.65 (6)  |
| 7                                                     | Riona Kato      | 165.53 | 58.10 (5)  | 107.43 (7)  |
| 8                                                     | Mariko Kihara   | 163.58 | 57.57 (8)  | 106.01 (8)  |
| 9                                                     | Mai Mihara      | 158.81 | 53.23 (13) | 105.58 (9)  |
| 10                                                    | Miyu Nakashio   | 158.43 | 60.07 (4)  | 98.36 (12)  |
| 11                                                    | Haruka Imai     | 158.03 | 56.95 (10) | 101.08 (11) |
| 12                                                    | Miyabi Oba      | 156.35 | 51.21 (18) | 105.14 (10) |
| 13                                                    | Rin Nitaya      | 150.59 | 54.69 (12) | 95.90 (13)  |
| 14                                                    | Yuki Nishino    | 147.48 | 55.65 (11) | 91.83 (16)  |
| 15                                                    | Yura Matsuda    | 145.05 | 52.07 (15) | 92.98 (15)  |
| 16                                                    | Saya Ueno       | 140.69 | 51.81 (16) | 88.88 (18)  |
| 17                                                    | Ayaka Hosoda    | 139.74 | 46.17 (20) | 93.57 (14)  |
| 18                                                    | Haruna Suzuki   | 137.66 | 52.83 (14) | 84.83 (19)  |
| 19                                                    | Shoko Ishikawa  | 134.99 | 44.98 (22) | 90.01 (17)  |
| 20                                                    | Nana Matsushima | 130.61 | 51.47 (17) | 79.14 (21)  |
| 21                                                    | Ibuki Mori      | 129.78 | 46.05 (21) | 83.73 (20)  |
| 22                                                    | Yuka Kono       | 121.89 | 43.23 (24) | 78.66 (22)  |
| 23                                                    | Kaho Komaki     | 116.35 | 46.73 (19) | 69.62 (23)  |
| 24                                                    | Kako Tomotaki   | 110.84 | 43.27 (23) | 67.57 (24)  |
| Não avançaram para a patinação livre / programa longo |                 |        |            |             |
| 25                                                    | Hinano Isobe    | —      | 41.03 (25) |             |
| 26                                                    | Hiyori Tokura   | —      | 38.95 (26) |             |
| 27                                                    | Mao Watanabe    | —      | 38.05 (27) |             |
| 28                                                    | Sakura Yamada   | —      | 37.03 (28) |             |
| 29                                                    | Miyuki Takei    | —      | 36.87 (29) |             |
| 30                                                    | Uruha Takahashi | —      | 33.67 (30) |             |

#### Duplas
| Pos.            | Nome                              | Pontos | PC        | PL         |
| --------------- | --------------------------------- | ------ | --------- | ---------- |
| Medalha de ouro | Narumi Takahashi / Ryuichi Kihara | 150.94 | 50.18 (1) | 100.76 (1) |

#### Dança no gelo
| Pos.              | Nome                             | Pontos | PC        | PL        |
| ----------------- | -------------------------------- | ------ | --------- | --------- |
| Medalha de ouro   | Cathy Reed / Chris Reed          | 146.80 | 57.18 (1) | 89.62 (1) |
| Medalha de prata  | Emi Hirai / Marien dela Asuncion | 136.80 | 51.54 (2) | 85.26 (2) |
| Medalha de bronze | Kana Muramoto / Hiroichi Noguchi | 128.28 | 50.90 (3) | 77.38 (3) |
| 4                 | Kei Nishiura / Kentaro Suzuki    | 103.92 | 39.76 (4) | 64.16 (4) |

### Júnior

#### Individual masculino
| Pos.                                                  | Nome               | Pontos | PC         | PL          |
| ----------------------------------------------------- | ------------------ | ------ | ---------- | ----------- |
| Medalha de ouro                                       | Shoma Uno          | 210.72 | 82.72 (1)  | 128.00 (2)  |
| Medalha de prata                                      | Sota Yamamoto      | 202.50 | 67.81 (2)  | 134.69 (1)  |
| Medalha de bronze                                     | Shu Nakamura       | 184.08 | 61.63 (3)  | 122.45 (3)  |
| 4                                                     | Kazuki Tomono      | 177.23 | 58.38 (4)  | 118.85 (4)  |
| 5                                                     | Daichi Miyata      | 169.92 | 57.68 (5)  | 112.24 (7)  |
| 6                                                     | Hidetsugu Kamata   | 168.61 | 53.30 (7)  | 116.73 (5)  |
| 7                                                     | Taichiro Yamakuma  | 166.01 | 49.28 (10) | 103.51 (10) |
| 8                                                     | Kousuke Nakano     | 160.09 | 54.83 (6)  | 115.31 (6)  |
| 9                                                     | Tsunehito Karakawa | 153.05 | 48.89 (13) | 101.24 (11) |
| 10                                                    | Kento Kobayashi    | 151.63 | 48.12 (16) | 91.56 (19)  |
| 11                                                    | Sei Kawahara       | 150.94 | 50.14 (9)  | 104.16 (9)  |
| 12                                                    | RYO Sagami         | 149.39 | 49.15 (11) | 100.80 (12) |
| 13                                                    | KENTO Kajita       | 146.35 | 45.11 (24) | 77.15 (23)  |
| 14                                                    | Junya Watanabe     | 144.83 | 45.83 (23) | 77.04 (24)  |
| 15                                                    | Kotaro Takeuchi    | 144.36 | 48.80 (14) | 99.00 (14)  |
| 16                                                    | Koshiro Shimada    | 143.03 | 51.47 (8)  | 105.26 (8)  |
| 17                                                    | Genki Suzuki       | 142.11 | 46.76 (19) | 93.75 (17)  |
| 18                                                    | Junsuke Tokikuni   | 140.64 | 48.98 (12) | 100.24 (13) |
| 19                                                    | Naoki Oda          | 140.13 | 46.38 (21) | 83.58 (21)  |
| 20                                                    | Yoji Nakano        | 138.44 | 47.98 (17) | 95.35 (16)  |
| 21                                                    | Shion Kamada       | 130.87 | 47.29 (18) | 91.66 (18)  |
| 22                                                    | Naoya Watanabe     | 129.26 | 46.49 (20) | 90.46 (20)  |
| 23                                                    | Kazuki Kushida     | 125.72 | 48.68 (15) | 95.56 (15)  |
| 24                                                    | Yuto Kishina       | 123.53 | 46.38 (22) | 82.77 (22)  |
| Não avançaram para a patinação livre / programa longo |                    |        |            |             |
| 25                                                    | Shingo Nishiyama   | —      | 43.92 (25) |             |
| 26                                                    | Takayuki Yamamoto  | —      | 42.55 (26) |             |
| 27                                                    | Kakeru Saitoh      | —      | 40.95 (27) |             |
| 28                                                    | Reo Ishizuka       | —      | 40.30 (28) |             |
| 29                                                    | Kanata Mori        | —      | 40.25 (29) |             |
| 30                                                    | Sena Miyake        | —      | 39.86 (30) |             |

#### Individual feminino
| Pos.                                                  | Nome             | Pontos | PC         | PL         |
| ----------------------------------------------------- | ---------------- | ------ | ---------- | ---------- |
| Medalha de ouro                                       | Wakaba Higuchi   | 187.95 | 63.98 (1)  | 123.97 (1) |
| Medalha de prata                                      | Kaori Sakamoto   | 168.82 | 57.35 (4)  | 111.47 (3) |
| Medalha de bronze                                     | Yuka Nagai       | 168.74 | 61.49 (2)  | 107.25 (4) |
| 4                                                     | Marin Honda      | 167.92 | 53.09 (7)  | 114.83 (2) |
| 5                                                     | Yuna Aoki        | 163.68 | 60.37 (3)  | 103.31 (6) |
| 6                                                     | Yura Matsuda     | 155.00 | 56.41 (5)  | 98.59 (9)  |
| 7                                                     | Mai Mihara       | 154.60 | 53.47 (6)  | 101.13 (8) |
| 8                                                     | Rin Nitaya       | 154.28 | 49.73 (10) | 104.55 (5) |
| 9                                                     | Emiri Nagata     | 151.34 | 49.89 (9)  | 101.45 (7) |
| 10                                                    | Kokoro Iwamoto   | 143.02 | 50.27 (8)  | 92.75 (10) |
| 11                                                    | Saya Suzuki      | 140.16 | 47.99 (11) | 92.17 (11) |
| 12                                                    | Yukino Fuji      | 136.47 | 45.19 (17) | 91.28 (12) |
| 13                                                    | Hina Takeno      | 133.46 | 47.35 (12) | 86.11 (13) |
| 14                                                    | Yuka Kito        | 131.66 | 46.38 (14) | 85.28 (14) |
| 15                                                    | Tomoe Kawabata   | 127.20 | 47.09 (13) | 80.11 (15) |
| 16                                                    | Misaki Morishita | 123.05 | 46.29 (15) | 76.76 (17) |
| 17                                                    | Mina Taniguchi   | 120.72 | 43.87 (20) | 78.21 (16) |
| 18                                                    | Riko Ohashi      | 118.90 | 43.99 (19) | 74.91 (19) |
| 19                                                    | Niina Takeno     | 117.55 | 41.73 (23) | 75.82 (18) |
| 20                                                    | Ibuki Sato       | 113.64 | 44.33 (18) | 69.31 (21) |
| 21                                                    | Rika Oya         | 111.73 | 45.22 (16) | 66.51 (23) |
| 22                                                    | Miyu Nishizaka   | 111.45 | 43.87 (20) | 67.58 (22) |
| 23                                                    | Hina Yamanaka    | 111.20 | 41.61 (24) | 69.59 (20) |
| 24                                                    | Fuka Shimizu     | 102.65 | 42.47 (22) | 60.18 (24) |
| Não avançaram para a patinação livre / programa longo |                  |        |            |            |
| 25                                                    | Ayane Yokoi      | —      | 41.37 (25) |            |
| 26                                                    | Yuhana Yokoi     | —      | 41.27 (26) |            |
| 27                                                    | Yuna Shiraiwa    | —      | 40.07 (27) |            |
| 28                                                    | Moene Kasai      | —      | 39.33 (28) |            |
| 29                                                    | Momoka Sumi      | —      | 39.12 (29) |            |
| 30                                                    | Rinka Watanabe   | —      | 38.83 (30) |            |
| 31                                                    | Reia Funasako    | —      | 34.87 (31) |            |
| 32                                                    | Reimi Tsuboi     | —      | 34.41 (32) |            |

#### Duplas
| Pos.            | Nome                              | Pontos | PC        | PL        |
| --------------- | --------------------------------- | ------ | --------- | --------- |
| Medalha de ouro | Ami Koga / Francis Boudreau-Audet | 127.26 | 42.30 (1) | 84.96 (1) |

#### Dança no gelo
| Pos.             | Nome                             | Pontos | PC        | PL        |
| ---------------- | -------------------------------- | ------ | --------- | --------- |
| Medalha de ouro  | Rikako Fukase / Aru Tateno       | 85.94  | 34.26 (1) | 51.68 (1) |
| Medalha de prata | Ayumi Takanami / Daiki Shimazaki | 51.30  | 22.16 (2) | 29.14 (2) |